# Bahil György
Bahil György (Juraj Bahil, Cserencsény, 1689 – Cserencsény, 1759), szlovák evangélikus lelkész, költő.
Tanulmányait Eperjesen végezte. Evangélikus lelkész és a rimaráhói iskola rektora volt. 1734 és 1739 között Lőcsén nyomdai korrektorként dolgozott.

## Szlovák nyelvűművei
- Epistolák és evangeliumok vasárnapokra s ünnepekre
- Bevezetés az ó- és uj-szövetségi szentíráshoz
- Symbolikus történetek könyve
- Magyarázat az ó- és uj-testamentomhoz

## Latin nyelvűművei
- D. Conradi Dieterici institutionum rhetoricarum sciagraphia. Lőcse, 1725
- Kézirati munkája, amely I. Lipót császár korára vonatkozik, Bél Mátyás birtokába került; címe: Manuscriptum vetus cum animadversionibus Georgii Bahil, in quo variae res Europeae imprimis ad historiam civilem et ecclesiasticam pertinentes sub Leopoldo M. gestae exponuntur
- Latin nyelvű verseit, köztük a pipáról írt hosszabb elégiát, az Országos Széchényi Könyvtárban őrzik